# Фабрика Насионал де Моторес
Фабрика Насионал де Моторес (на португалски: Fábrica Nacional de Motores, FNM, ФНМ) е бивш бразилски производител на леки и тежкотоварни автомобили.

## История
Бразилският производител е създаден през 1939 г. от правителството на Жетулиу Варгас за производство на авиационни двигатели по лиценз от американския Къртис-Райт. Първият самолетен двигател е готов през 1946 г. За компанията става нерентабилно да произвежда двигатели за самолети, поради това, че към края на 40-те години на XX век, се създават над 4000 компании за производство на двигатели за самолети. През 1949 г. ФНМ сключва договор с Изота Франчини – италиански производител на автомобилни мотори, и произвежда първия D-7,300 дизелов камион с капацитет от 7.5 тона. Производителят използва основа на товарни автомобили на ФИАТ и Алфа Ромео за произвеждане на собствени модели. През 1977 г. Фиат закупува контрола над ФНМ, а през 1979 г. компанията е затворена, произвела в живота си 15 000 превозни средства, абсолютен пионер в производството на превозни средства в Бразилия, много преди плана на ГЕИА (GEIA) на правителството на Жуселину Кубичек, представяйки си с каква трудност бяха произведени в този етап на бразилската промишленост.

## Галерия
- FNM 2150